# Apple Software Update
Apple Software Update（アップル ソフトウェア・アップデート）は、Windows向けのApple製ソフトウェアをアップデートする為のソフト。

## 対象ソフト
- iTunes for Windows
- iCloud for Windows
- Quick Time for Windows
- Boot CampでWindowsを実行するMac

## 詳細
MacのiTunesは、Mac App Storeで行う。Windows版は本ソフトを利用しないとiTunes for WindowsなどのApple製ソフトウェアをアップデートする事が出来ない。（ただし、AppleのiTunes配布ページから新バージョンのインストーラーをダウンロードすればアップデートする事も出来る。）Apple製ソフトウェアのいずれかをインストールすると自動でインストールされる。またApple Software Update自体にもアップデートがある。